# Liegewaage (Foltermethode)
Die Liegewaage (russisch взнуздание, auch Aufzäumen genannt) ist eine Foltermethode aus der Zeit des Stalinismus.

## Methode
Dem Gefangenen wird ein langes, grobes Tuch durch den Mund gezogen (das „Zaumzeug“), das dann über dem Rücken an den Fersen festgebunden wird. In dieser Körperhaltung wird er länger, teils mehrere Tage ohne Essen und Trinken liegen gelassen. Diese Foltermethode wurde vor allem in der Suchanowka, aber auch im Archangelsker Gefängnis angewandt (Untersuchungsrichter Iwkow, 1940).